# Fundació Alberto i Annette Giacometti
La Fundació Alberto i Annette Giacometti és una institució privada francesa situada a París. La Fundació té com a objectiu protegir, difondre i promoure l'obra d'Alberto Giacometti. En juny de 2018, la fundació va inaugurar un espai d'exposició i recerca: l'Institut Giacometti. L'any 2022, la fundació va anunciar l'obertura l'any 2026 d'un museu-escola a l'edifici antigament ocupat per Air France a l'estació dels Invalides.
La Fundació és la legatària universal d'Annette Giacometti, vídua de l'artista, que va morir el 1993. Té la col·lecció més gran del món d'obres d'Alberto Giacometti: 95 pintures, 260 bronzes, 550 guixos, milers de dibuixos i gravats. La Fundació també disposa d'un fons d'arxius i documentació molt ric que il·lumina la creació de l'artista: correspondència, manuscrits de textos publicats, notes i quaderns de dibuixos, làmines de coure, així com bona part de la seva biblioteca (revistes, llibres, catàlegs d'exposicions, diaris, alguns dels quals són el suport de les seves anotacions o dels seus dibuixos).

## Activitats
La Fundació estableix el catàleg raonat de les obres autèntiques de l'artista, iniciat per la seva vídua. Dissenya i organitza exposicions monogràfiques i temàtiques amb el seu fons. Organitza simposis i conferències, i concedeix préstecs i dipòsits d'obres de la seva col·lecció a museus i institucions culturals. Participa en diversos esdeveniments culturals arreu del món. La col·lecció d'obres d'Alberto Giacometti no és visible a les instal·lacions de la Fundació, però a poc a poc s'està posant en línia a la base de dades del seu web.
Juntament amb els altres hereus d'Alberto Giacometti, la Fundació Alberto i Annette Giacometti va formar el 2004 el Comitè Giacometti, un comitè d'autenticació que emet certificats d'autenticitat a les obres d'Alberto Giacometti a petició.